# ترول‌تونگا

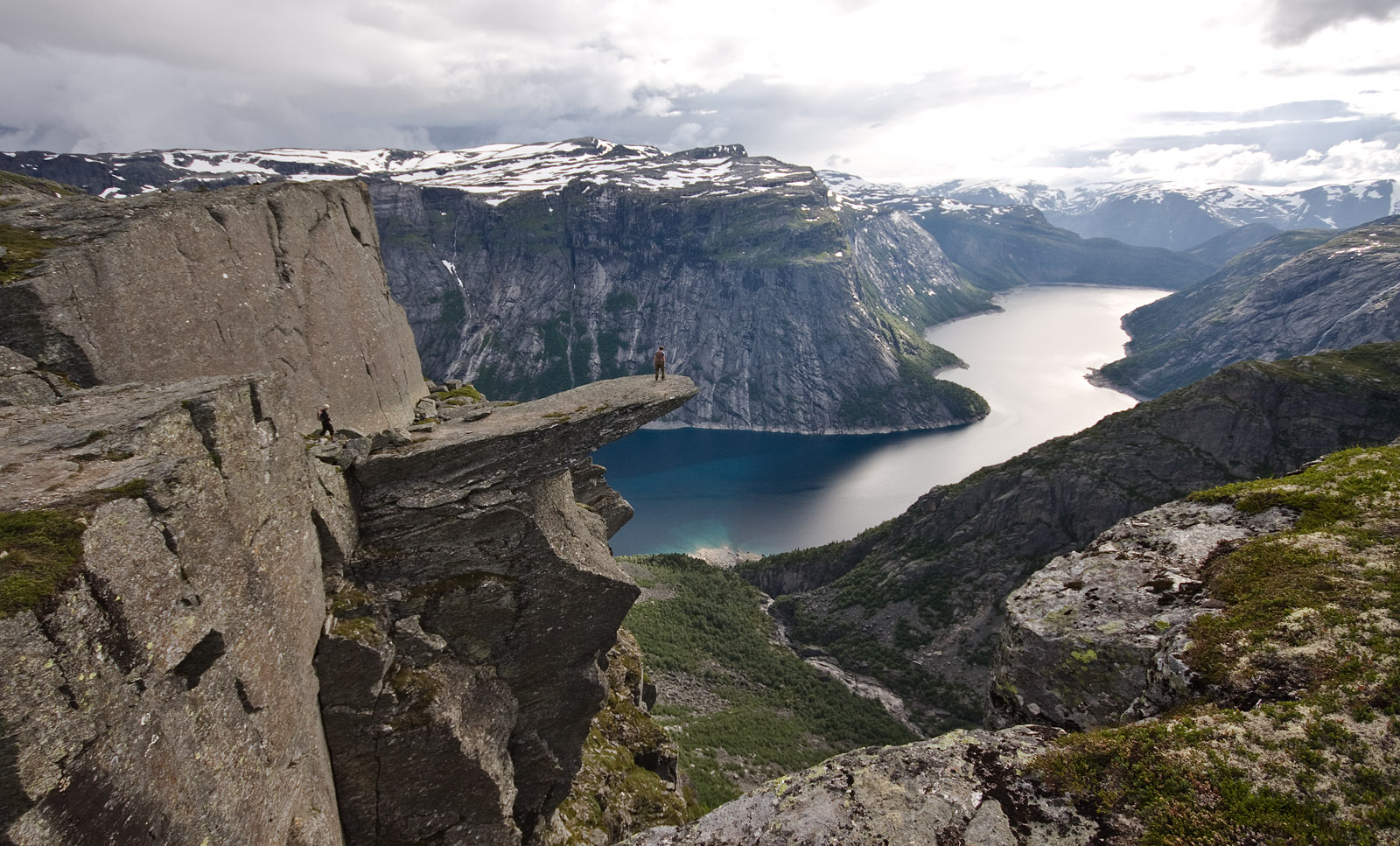

ترولتونگا (Trolltunga) صخره‌ای از جنس سنگ است که به صورت افقی از کوه بیرون آمده و در بالای اسکیه‌گه‌دال «Skjeggedal» در منطقه‌ای بنام اُدا در نروژ است. برای رسیدن به این منطقه بازدیدکنندگان اول باید وارد اُدا شده و از طریق تیسه‌دال «Tyssedal» به اسکیه‌گه‌دال رفته و به اول راه به ترول‌تونگا خواهند رسید.
بیش از این بازدیدکنندگان و ماجراجویان با استفاده از تله‌کابین فاصله ۹۵۰ متری بالای سطح دریا استفاده می‌کردند، با این حال هم‌اکنون ماجراجویان باید از راه مارپیچ کوهستانی و همین‌طور راه هموار به صورت پله می‌توانند استفاده کنند از این دو طریق بازدیدکنندگان جدید با استفاده از ردپای پیاده قبلی دیگران راه خود را پیدا خواهند کرد.
تله‌کابین این منطقه متعلق به انجمن کوهنوردی نروژ است، که به کوهنوردان علاقه‌مند این امکان را می‌دهد که با گذراندن یک شب در ایستگاه این امکان را می‌دهد که در مناطق دیگر و به کوهنوردی طولانی تری ادامه دهند.

## نگارخانه

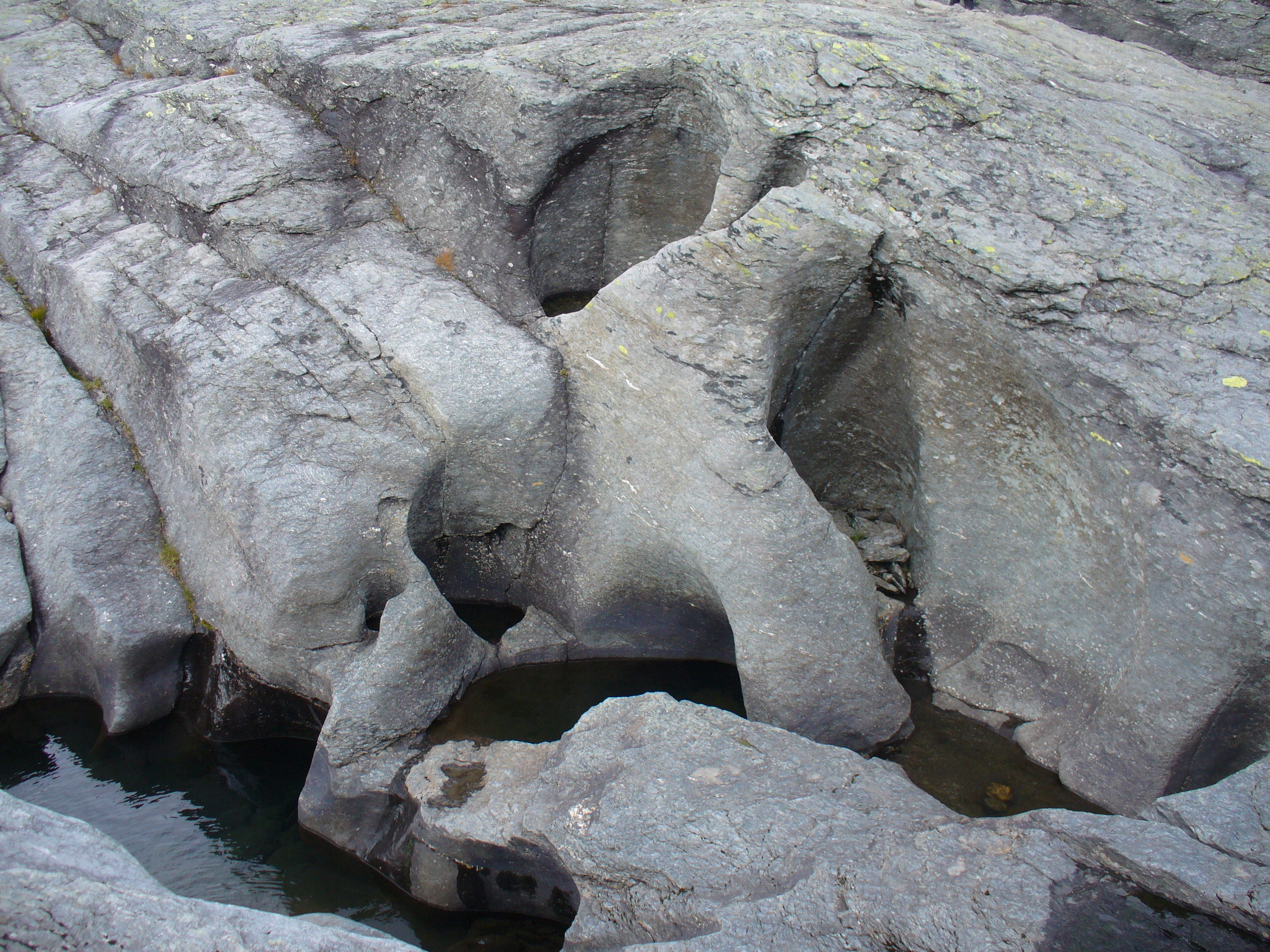